# Flávio de Almeida Coelho
Flávio José de Almeida Coelho (Blumenau, 23 de junho de 1943 – Blumenau, 24 de março de 2023), mais conhecido como Flávio de Almeida Coelho, foi um empresário de Santa Catarina. A atuação do empreendedor foi mais notória no ramo da mídia catarinense entre os anos 1960 e 1980. Flávio obteve experiência no ramo ao implantar as primeiras repetidoras de emissoras de televisão do Paraná no Planalto Norte e no Vale do Itajaí, em Santa Catarina.
Nos anos seguintes, o empresário se tornou um dos fundadores da TV Coligadas, em 1969, a primeira emissora de televisão a operar legalmente em Santa Catarina, e do Jornal de Santa Catarina, em 1971. Ambos os veículos são atualmente propriedade da NSC Comunicação.[carece de fontes?]
Flávio Coelho teve ainda atuação na área política, com destaque no setor do turismo. Ele foi presidente da Embratur, entre 1993 e 1995, e presidente da agência estadual Santa Catarina Turismo S.A. (Santur), entre 1999 e 2002.